# Miks Indrašis
Miks Indrašis (Riga, 30 settembre 1990) è un hockeista su ghiaccio lettone.

## Statistiche carriera
| 2005–06    | Liepājas Metalurgs  | LHL        | —   | 0  | 1  | 1   | 0   | — | — | — | — | — |
| 2006–07    | Liepājas Metalurgs  | LHL U18    | —   | 10 | 16 | 26  | 36  | — | — | — | — | — |
| 2007–08    | SK LSPA/Riga        | LHL        | 13  | 5  | 8  | 13  | 4   | — | — | — | — | — |
| 2007–08    | SK Riga 18          | LHL 2      | 24  | 30 | 25 | 55  | 56  | — | — | — | — | — |
| 2008–09    | HK Riga 2000        | BXL        | 19  | 2  | 2  | 4   | 2   | — | — | — | — | — |
| 2008–09    | SK LSPA/Riga        | LHL        | 21  | 14 | 11 | 25  | 35  | — | — | — | — | — |
| 2008–09    | SK LSPA/Riga        | LHL U20    | 10  | 5  | 8  | 13  | 12  | — | — | — | — | — |
| 2009–10    | Dinamo-Juniors Riga | BXL        | 49  | 20 | 19 | 39  | 28  | — | — | — | — | — |
| 2010–11    | HK Riga             | MHL        | 56  | 21 | 32 | 53  | 26  | 3 | 1 | 2 | 3 | 0 |
| 2011–12    | Dinamo Riga         | KHL        | 1   | 0  | 0  | 0   | 0   | — | — | — | — | — |
| 2011–12    | Liepājas Metalurgs  | BXL        | 27  | 5  | 11 | 16  | 14  | — | — | — | — | — |
| 2011–12    | HK Riga             | MHL        | 20  | 12 | 9  | 21  | 30  | 5 | 3 | 3 | 6 | 4 |
| 2011–12    | HK Juniors Riga     | LHL        | —   | —  | —  | —   | —   | 2 | 1 | 1 | 2 | 0 |
| 2012–13    | Dinamo Riga         | KHL        | 43  | 14 | 12 | 26  | 15  | — | — | — | — | — |
| 2012–13    | Liepājas Metalurgs  | BXL        | 2   | 0  | 2  | 0   | 0   | — | — | — | — | — |
| 2013–14    | Dinamo Riga         | KHL        | 49  | 12 | 19 | 31  | 18  | — | — | — | — | — |
| 2014–15    | Dinamo Riga         | KHL        | 59  | 16 | 15 | 31  | 12  | — | — | — | — | — |
| 2015–16    | Dinamo Riga         | KHL        | 58  | 14 | 19 | 33  | 26  | — | — | — | — | — |
| 2016–17    | Dinamo Riga         | KHL        | 53  | 11 | 12 | 23  | 20  | — | — | — | — | — |
| 2017–18    | Dinamo Riga         | KHL        | 56  | 21 | 21 | 42  | 36  | — | — | — | — | — |
| KHL totale | KHL totale          | KHL totale | 319 | 88 | 89 | 186 | 127 | — | — | — | — | — |